# Боев, Леонид Олегович
Леони́д Оле́гович Бо́ев (19 января 1986, Тула) — российский футболист, нападающий; тренер.

## Карьера

### Клубная
Заниматься футболом начал на родине, в Туле. В 2002 году продолжил обучение в футбольной школе клуба «Краснодар-2000», в котором начал и профессиональную карьеру в 2004 году и за который выступал до 23 июля 2007 года, проведя за это время 51 матч и забив 13 мячей. 25 июля 2007 года был внесён в заявку «Кубани», в составе которой дебютировал уже 29 июля в домашнем матче против клуба «Москва», в котором «Кубань» одержала победу со счётом 4:1. Всего сыграл за основной состав «Кубани» 3 матча в Высшем дивизионе и 1 матч в Кубке, помимо этого, провёл 9 матчей и забил 2 мяча за дублирующий состав «Кубани», который по итогам сезона занял 3-е место. В 2008 году перешёл в клуб «Губкин», в составе которого, однако, провёл всего 1 матч, а в заявке клуба находился меньше трёх месяцев, с 14 апреля по 4 июля. Летом 2008 года вернулся в родной «Краснодар-2000», в составе которого официально играл с 28 августа, проведя до завершения сезона 8 матчей. 30 марта 2009 года был включён в заявку клуба «Краснодар-2000» на сезон 2009 года. 4 ноября 2011 года была достигнута договоренность о переходе Боева в новомосковский «Химик». В июле 2014 года перешёл в тульский «Арсенал-2».

### В сборной
С 2004 по 2005 год играл в составе юношеской сборной России.

## Достижения
Командные
- Бронзовый призёр турнира дублёров РФПЛ (1): 2007 (ФК «Кубань»)

Личные
- Лучший нападающий Кубка ПФЛ Надежда: 2004 (сборная зоны «Юг» второго дивизиона)[10]

## Образование
- Кубанский государственный университет физической культуры и спорта[2]